# Motjärnen, Hälsingland
Motjärnen är en sjö i Ovanåkers kommun i Hälsingland och ingår i Ljusnans huvudavrinningsområde. Sjön har en area på 0,111 kvadratkilometer och ligger 136 meter över havet.

## Delavrinningsområde
Motjärnen ingår i det delavrinningsområde (681083-151556) som SMHI kallar för Mynnar i Hässjaån. Medelhöjden är 151 meter över havet och ytan är 19,23 kvadratkilometer. Det finns inga avrinningsområden uppströms utan avrinningsområdet är högsta punkten. Vattendraget som avvattnar avrinningsområdet har biflödesordning 4, vilket innebär att vattnet flödar genom totalt 4 vattendrag innan det når havet efter 70 kilometer. Avrinningsområdet består mestadels av skog (75 procent). Avrinningsområdet har 0,11 kvadratkilometer vattenytor vilket ger det en sjöprocent på 0,6 procent.